# Pahajärvi (Korpilombolo socken, Norrbotten)
Pahajärvi är en sjö i Pajala kommun i Norrbotten och ingår i Kalixälvens huvudavrinningsområde. Sjön har en area på 1,21 kvadratkilometer och ligger 248,1 meter över havet. Sjön avvattnas av vattendraget Pirttiniemenjoki (Suankijoki). Vid provfiske har abborre, gädda, mört och sik fångats i sjön.

## Delavrinningsområde
Pahajärvi ingår i det delavrinningsområde (742798-183198) som SMHI kallar för Utloppet av Pahajärvi. Medelhöjden är 276 meter över havet och ytan är 7,35 kvadratkilometer. Det finns inga avrinningsområden uppströms utan avrinningsområdet är högsta punkten. Pirttiniemenjoki (Suankijoki) som avvattnar avrinningsområdet har biflödesordning 3, vilket innebär att vattnet flödar genom totalt 3 vattendrag innan det når havet efter 178 kilometer. Avrinningsområdet består mestadels av skog (72 procent) och sankmarker (10 procent). Avrinningsområdet har 1,21 kvadratkilometer vattenytor vilket ger det en sjöprocent på 16,5 procent.